# Microgale gracilis
Il tenrec toporagno minore (Microgale gracilis) è una specie di tenrec endemica del Madagascar, dove abita le zone ricoperte di foresta pluviale montana.
Nonostante sia segnato dall'IUCN come "a basso rischio", recentemente la specie sta soffrendo molto per la perdita dell'habitat a causa del disboscamento.